# Der Schneider von Ulm
Pour plus de détails, voir Fiche technique et Distribution.
Der Schneider von Ulm est un film dramatique allemand de 1978 réalisé par Edgar Reitz.
Il raconte l'histoire réelle du pionnier de l'aviation allemand, Albrecht Berblinger, à la fin du XVIIIe siècle.
Le film est sélectionné au Festival international du film de Moscou 1979.

## Synopsis
Dans une campagne près de Vienne en 1791, Albrecht Berblinger aperçoit une montgolfière en fuite avec une dame en détresse à l'intérieur qui appelle à l'aide. Il la poursuit et la sauve. Berblinger étudie alors le vol ainsi que celui des oiseaux. Il rencontre Jakob von Degen qui l'invite à une démonstration publique de sa machine volante. Deux ans plus tard, à Ulm où Albrecht travaille comme tailleur, il rend de nouveau visite à Degen puis part pour le Champ-de-Mars à Paris où il doit faire la démonstration de sa machine volante, qui est tirée derrière son carrosse sur un chariot spécialement conçu. Albrecht se trouve un soir dans une taverne lorsqu'un homme, Kaspar Fesslen, est expulsé pour avoir semé le trouble en déposant des tracts dans la pièce. Les tracts disent qu'il est revenu de Paris où il a fait la démonstration d'une machine volante. Gossip le décrit comme un jacobin envoyé pour inciter à la rébellion.
La machine volante d'Albrecht est un planeur formé d'une large aile. Il tombe alors qu'il essaie de le faire voler sur la pente d'une colline. Sa femme le retrouve blessé et le planeur endommagé. Fesslen vient lui rendre visite et le trouve en train de détruire son planeur. Il l'invite à retourner dans son imprimerie et ils discutent de vol. Il est invité à assister à une réunion des Jacobins. En s'impliquant avec ce groupe rebelle, il a des ennuis et se fait confisquer sa maison et ses biens. Fesslen est emprisonné. Il fait irruption dans son ancien atelier et reconstruit sa machine volante. Ses essais sont plus réussis mais chacun se termine par un crash. Des sympathisants révolutionnaires proposent de soutenir financièrement Albrecht dans ses recherches. Alors qu'il est avec Fritz, un jeune assistant, il réussit son premier vol et atterrit en toute sécurité depuis une colline locale. Fesslen est libéré et reste avec Albrecht, mourant peu de temps après. Irma apparaît également un jour alors qu'il s'entraine. Le couple annonce une représentation publique de la machine pour la Pentecôte. Les autorités lui demandent de ne pas montrer la machine publiquement. Ils souhaitent que l'affichage soit pour le roi de Wurtemberg. Albrecht écrit pour inviter Jakob Degen à y assister, ce qu'il fait. Il est déterminé à voler le jour promis malgré la pression de nombreux côtés.
Le jour imparti cependant, devant le roi et une foule immense, il n'est pas sur une haute colline, comme dans toutes ses pratiques, mais simplement sur une plate-forme de lancement depuis le mur de la ville et le vent est mauvais. Il est tenu de survoler la rivière. La foule se moque de ses retards. Il saute et atterrit dans la rivière. Il sort et la foule le poursuit. Il leur échappe mais s'effondre. Il est retrouvé par des soldats et placé inconscient dans un chariot couvert rempli de meubles dorés mais cassés. Il se réveille et fabrique un périscope de fortune.

## Distribution
- Tilo Prückner : Albrecht Ludwig Berblinger
- Hannelore Elsner : Anna Berblinger, sa femme
- Vadim Glowna : Kaspar Fesslen
- Harald Kuhlmann : Jakob von Degen
- Dieter Schidor : Schlumberger
- Rudolf Wessely : Monsieur Pointet
- Marie Colbin : Irma Moretti
- Herbert Prikopa : Kratzky
- Dana Medřická : La mère d'Anna
- Otto Lackovič : Le père d'Irma Moretti
- Michal Hofbauer : Fritz, un jeune homme qui aide Albrecht
- Ivan Vyskočil : Monsieur von Besserer